# Église de la Sainte-Trinité de Žagubica
Pour les articles homonymes, voir Église de la Sainte-Trinité.
L'église de la Sainte-Trinité de Žagubica (en serbe cyrillique : Црква Свете Тројице у Жагубици ; en serbe latin : Crkva Svete Trojice u Žagubici) est une église orthodoxe serbe située à Žagubica, dans le district de Braničevo en Serbie. Elle est inscrite sur la liste des monuments culturels protégés de la république de Serbie (identifiant no SK 615).

## Présentation
Située au centre de la ville, l'église a été construite entre 1873 et 1875 dans le style de l'historicisme romantique.
Elle est constituée d'une nef unique prolongée par une abside et des chapelles latérales à l'est et est précédée par un narthex à l'ouest ; la façade occidentale est dominée par un clocher. Les façades sont dotées de portails proéminents, de fenêtres en forme de lancettes et de quelques oculi ; fenêtres et oculi sont mis en valeur par un encadrement en briques rouges. Une attention particulière a été accordée à la façade occidentale.
À l'intérieur, l'iconostase a été conçue dans un style classique avec une ornementation dorée de style rococo ; on y trouve dix-neuf icônes réalisées par le peintre Nikola Marković en 1874 ; les murs nord et sud ainsi que les chapelles sont ornées de figures de saints qui ont été repeintes à la fin du XXe siècle.
L'église abrite aussi de précieuses icônes mobiles, des livres et des objets liturgiques, ainsi que du mobilier d'église. Sur le parvis, à l'est de l'abside de l'autel, se trouve une grande pierre tombale traitée à la façon d'un krajputaš, c'est-à-dire comme l'une de ces stèles funéraires que l'on peut voir le long des routes ; cette pierre tombale date de 1826.